# Тиаго Силва (р. 1984)
 Вижте също: Тиаго Силва (р. 1979).
Тиаго Емилиано да Силва (на португалски: Thiago Emiliano da Silva, произнася се близко до Чиагу Емилиану да Силва), по-известен като само Тиаго Силва, е бразилски футболист, защитник. Бивш национал на Бразилия. Играе за отбора на бразилския Флуминензе. Роден е на 22 септември 1984 г. в Рио де Жанейро. Висок е 1,83 м.

## Кариера
Тиаго започва своята кариера в бразилския РС Футебол. След това бива закупен от Жувентуде, за които изиграва 29 срещи и реализира 3 попадения. След престоя си в Бразилия Тиаго Силва бива закупен в Португалия и Русия, съответно от Порто и Динамо Москва. За общо двегодишния си престой, защитникът не изиграва нито един мач и за двата отбора. През 2006 година, Силва се завръща в Бразилия, където става футболист на Флуминенсе. За двегодишния си престой там, той изиграва 81 мача и реализира 6 гола. През декември 2008 година италианският гранд Милан закупува бразилския защитник от Флуминензе за сумата от 10 милиона евро. Официалното регистриране на Тиаго Силва като футболист на Милан става през 2009 година. Изкарва 3 години в Италия като се превръща в незаменима част от титулярния отбор на росонерите, като изиграва 93 мача и вкарва 5 гола. В Милан, Тиаго играе с номер 33. През лятото на 2012 г. Тиаго Силва заедно със съотборника си Златан Ибрахимович подписва петгодишен договор с Пари Сен Жермен, като французите плащат за бразилеца 42 милиона евро, а за шведския нападател 20 милиона евро. Още с пристигането си двамата стават неизменна част от френския отбор, като дори Тиаго получава капитанската лента. На 28 август 2020 подписва договор за 1 година с лондонския клуб Челси, с опция за удължаване на договора с още 1 година.

## Национален отбор
Тиаго Силва попада в селекцията на Дунга за Олимпийските игри в Пекин през 2008 година, когато е на 23 години.